# Município de Green (condado de Clark, Ohio)
Localização do Ohio nos E.U.A.
O município de Green (em inglês: Green Township) é um município localizado no condado de Clark no estado estadounidense de Ohio. No ano de 2010 tinha uma população de 2 798 habitantes e uma densidade populacional de 30,15 pessoas por km².

## Geografia
O município de Green encontra-se localizado nas coordenadas 39° 50′ 05″ N, 83° 46′ 53″ O. Segundo a Departamento do Censo dos Estados Unidos, o município tem uma superfície total de 92.81 km², da qual 92.34 km² correspondem a terra firme e (0.5%) 0.47 km² é água.

## Demografia
Segundo o censo de 2010, tinha 2 798 pessoas residindo no município de Green. A densidade populacional era de 30,15 hab./km².